# Andrej Kuzněcov
Andrej Alexandrovič Kuzněcov (rusky Андре́й Алекса́ндрович Кузнецо́в; narozený 22. února 1991 Tula) je ruský profesionální tenista. Ve své dosavadní kariéře na okruhu ATP World Tour nevyhrál žádný turnaj. Do května 2016 na okruzích challengerech ATP a okruhu ITF získal patnáct titulů ve dvouhře a devět ve čtyřhře.
Na žebříčku ATP byl ve dvouhře nejvýše klasifikován v dubnu 2016 na 39. místě a ve čtyřhře pak v dubnu 2016 na 137. místě. Od roku 1997 jej trénuje otec Alexandr Kuzněcov.
V ruském daviscupovém týmu debutoval v roce 2013 baráží o udržení v 1. skupině zóny Evropy a Afriky proti Jihoafrické republice, v níž vyhrál dvouhru proti Deanu O'Brianovi i čtyřhru v páru s Konstantinem Kravčukem. Rusové zvítězili 5:0 na zápasy. Do roku 2022 v soutěži nastoupil k šesti mezistátním utkáním s bilancí 7–0 ve dvouhře a 1–1 ve čtyřhře.
V roce 2009 vyhrál juniorskou dvouhru ve Wimbledonu, když ve finále zdolal Američana Jordana Coxe ve třech sadách. Do hlavní soutěže grandslamu v mužích se poprvé podíval ve Wimbledonu 2010, kde prohrál v úvodním kole po pětisetovém zápase s nasazeným Rumunem Victorem Hănescem.
Hráče z elitní světové desítky poprvé porazil ve Wimbledonu 2014, když jako 118. muž pořadí ve druhém kole přehrál sedmého tenistu Davida Ferrera po pětisetovém průběhu. Podruhé se mu tento výkon podařil na Miami Open 2016 poté, co ve třetí fázi zdolal světovou čtyřku Stana Wawrinku. V osmifinále však podlehl Nicku Kyrgiosovi.
Na Letní univerziádě 2013 v Kazani vybojoval jako člen ruského týmu zlatou medaili ve smíšené čtyřhře, když s Jelenou Vesninovou ve finále zdolali japonský pár Hiroko Kuwatová a Šota Tagawa.

## Herní styl
Kuzněcov uplatňuje agresivní hru ze základní čáry. Údery zasahuje tvrdě s minimální rotací a preferuje jejich křížové umístění do dvorce. Slabším základním úderem byl forhend, na jehož zlepšení pracoval. Zranitelný je jeho druhý servis.
Trenér Sereny Williamsové Patrick Mouratoglou v roce 2011 označil jeho pojetí přímých úderů za pěknou ukázku stylu servisu a voleje, s tím že by měl zlepšit umístění míčů a pohyb.

## Finále na challengerech ATP
| Legenda                    |
| -------------------------- |
| Challengery (7–4 D; 6–6 Č) |
| Futures (7–3 D; 3–3 Č)     |

### Dvouhra: 24 (15–9)
| Stav      | č.  | datum              | turnaj                   | povrch    | soupeř ve finále        | výsledek                |
| --------- | --- | ------------------ | ------------------------ | --------- | ----------------------- | ----------------------- |
| Finalista | 1.  | 29. března 2009    | Město 6. října, Egypt    | antuka    | Reda El Amrani          | 6–1, 1–6, 1–6           |
| Vítěz     | 2.  | 14. června 2009    | Mestre, Itálie           | antuka    | Matteo Viola            | 3–6, 6–1, 6–4           |
| Vítěz     | 3.  | 16. srpna 2009     | Moskva, Rusko            | antuka    | Jonathan Eysseric       | 6–4, 6–4                |
| Vítěz     | 4.  | 10. října 2009     | Nur-Sultan, Kazachstán   | tvrdý     | Andrej Kumancov         | 6–2, 4–6, 6–2           |
| Vítěz     | 5.  | 27. března 2010    | Almaty, Kazachstán       | tvrdý (h) | Alexander Peya          | 6–3, 7–6(7–1)           |
| Finalista | 6.  | 4. července 2010   | Kassel, Německo          | antuka    | Farrukh Dustov          | 4–6, 4–6                |
| Finalista | 7.  | 24. července 2010  | Poznań, Polsko           | antuka    | Denis Gremelmayr        | 1–6, 2–6                |
| Vítěz     | 8.  | 11. září 2011      | Oviedo, Španělsko        | antuka    | Taró Daniel             | 7–5, 6–1                |
| Finalista | 9.  | 2. října 2011      | Umag, Chorvatsko         | antuka    | Dušan Lajović           | 4–6, 6–0, 5–7           |
| Vítěz     | 10. | 29. ledna 2012     | Káhira, Egypt            | antuka    | Laurent Recouderc       | 6–4, 6–3                |
| Vítěz     | 11. | 5. února 2012      | Káhira, Egypt            | antuka    | Pavol Červenák          | 6–3, 6–3                |
| Vítěz     | 12. | 29. dubna 2012     | Neapol, Itálie           | antuka    | Jon. Dasnières de Veigy | 7–6(8–6), 7–6(8–6)      |
| Vítěz     | 13. | 16. září 2012      | Todi, Itálie             | antuka    | Paolo Lorenzi           | 6–3, 2–0skreč           |
| Vítěz     | 14. | 23. září 2012      | Trnava, Slovensko        | antuka    | Adrian Ungur            | 6–3, 6–3                |
| Vítěz     | 15. | 30. září 2012      | Lermontov, Rusko         | antuka    | Farrukh Dustov          | 6–7(7–9), 6–2, 6–2      |
| Finalista | 16. | 24. listopadu 2013 | Ťumeň, Rusko             | tvrdý     | Andrej Golubjev         | 4–6, 3–6                |
| Vítěz     | 17. | 4. května 2014     | Ostrava, Česko           | antuka    | Miloslav Mečíř          | 2–6, 6–3, 6–0           |
| Finalista | 18. | 17. srpna 2014     | Meerbusch, Německo       | antuka    | Jozef Kovalík           | 1–6, 4–6                |
| Finalista | 19. | 26. července 2015  | Scheveningen, Nizozemsko | antuka    | Nikoloz Basilašvili     | 7–6(7–3), 6–7(4–7), 3–6 |
| Vítěz     | 20. | 30. srpna 2015     | Manerbio, Itálie         | antuka    | Daniel Muñoz de la Nava | 6–4, 3–6, 6–1           |
| Vítěz     | 21. | 6. září 2015       | Como, Itálie             | antuka    | Daniel Brands           | 6–3, 6–3                |
| Finalista | 22. | únor 2021          | St. Petersburg, Rusko    | tvrdý (h) | Jevgenij Ťurněv         | 6–4, 5–7, 5–7           |
| Vítěz     | 23. | červenec 2021      | Nur-Sultan, Kazachstán   | tvrdý     | Jason Kubler            | 6–3, 2–1 ret.           |
| Finalista | 24. | říjen 2021         | Nur-Sultan, Kazachstán   | tvrdý     | Filip Peliwo            | 3–6, 5–7                |

### Čtyřhra: 19 (9–10)
| Stav      | č.  | datum              | turnaj                         | povrch    | spoluhráč                | soupeři ve finále                         | výsledek                |
| --------- | --- | ------------------ | ------------------------------ | --------- | ------------------------ | ----------------------------------------- | ----------------------- |
| Vítěz     | 1.  | 5. dubna 2009      | Suez, Egypt                    | antuka    | Robert Varga             | Radu Albot Teodor-Dacian Craciun          | 6–2, 6–4                |
| Vítěz     | 2.  | 10. května 2009    | Teplice, Česko                 | antuka    | Mateusz Kowalczyk        | Michal Tabara Roman Vogeli                | 4–6, 7–6(7–5), [10–8]   |
| Finalista | 3.  | 6. prosince 2009   | Chanty-Mansijsk, Rusko         | tvrdý     | Jevgenij Kirillov        | Marcel Granollers Gerard Granollers-Pujol | 3–6, 2–6                |
| Vítěz     | 4.  | 17. dubna 2010     | Vercelli, Itálie               | antuka    | Ilja Beljajev            | Juan-Martin Aranguren Alejandro Fabbri    | 6–4, 7–6(7–2)           |
| Finalista | 5.  | 4. července 2010   | Kassel, Německo                | antuka    | Denis Macukevič          | Ivo Klec Alexander Satschko               | 1–6, 7–6(7–3), [10–12]  |
| Finalista | 6.  | 31. července 2011  | Dortmund, Německo              | antuka    | Teimuraz Gabašvili       | Dominik Meffert Bjorn Phau                | 4–6, 3–6                |
| Finalista | 7.  | 13. srpna 2011     | Samarkand, Uzbekistán          | antuka    | Radu Albot               | Michail Jelgin Alexandr Kudrjavcev        | 6–7(4–7), 6–2, [7–10]   |
| Finalista | 8.  | 21. srpna 2011     | Moskva, Rusko                  | antuka    | Deniss Pavlovs           | Michail Fufygin Sergej Kroťijuk           | 4–6, 7–6(14–12), [8–10] |
| Finalista | 9.  | 13. ledna 2012     | Moskva, Rusko                  | tvrdý (h) | Stanislav Vovk           | Andis Juska Deniss Pavlovs                | 6–7(1–7), 3–6           |
| Finalista | 10. | 3. března 2012     | Casablanca, Maroko             | antuka    | Jevgenij Donskoj         | Walter Trusendi Matteo Viola              | 6–1, 6–7(5–7), [3–10]   |
| Finalista | 11. | 6. června 2012     | Nottingham, Spojené království | tráva     | Jevgenij Donskoj         | Olivier Charroin Martin Fischer           | 4–6, 6–7(6–8)           |
| Finalista | 12. | 29. července 2012  | Oberstaufen, Německo           | antuka    | Jose Statham             | Andrei Daescu Florin Mergea               | 6–7(4–7), 6–7(1–7)      |
| Vítěz     | 13. | 18. listopadu 2012 | Marbella, Španělsko            | antuka    | Javier Marti             | Emilio Benfele-Alvarez Adelchi Virgili    | 6–3, 6–3                |
| Vítěz     | 14. | 4. května 2014     | Ostrava, Česko                 | antuka    | Adrian Menendez-Maceiras | Alessandro Motti Matteo Viola             | 4–6, 6–3, [10–8]        |
| Vítěz     | 15. | 10. srpna 2014     | Praha, Česko                   | antuka    | Toni Androic             | Roberto Maytin Miguel-Angel Reyes-Varela  | 7–5, 7–5                |
| Vítěz     | 16. | 5. ledna 2015      | Happy Valley, Austrálie        | tvrdý     | Oleksandr Nedověsov      | Alex Bolt Andrew Whittington              | 7–5, 6–4                |
| Finalista | 17. | 27. července 2015  | Scheveningen, Nizozemsko       | antuka    | Aslan Karacev            | Ariel Behar Eduardo Dischinger            | 0–0skreč                |
| Vítěz     | 18. | 19. září 2015      | Istanbul, Turecko              | tvrdý     | Oleksandr Nedověsov      | Aleksandre Metreveli Anton Zajcev         | 6–2, 5–7, [10–8]        |
| Vítěz     | 19. | říjen 2021         | Nur-Sultan, Kazachstán         | tvrdý     | Bejbit Žukajev           | Konstantin Kravčuk Ivan Ljutarevič        | 7–6(7–5), 6–4           |

## Finále na juniorce Grand Slamu

### Dvouhra: 1 (1–0)
| Stav  | Datum | Turnaj    | Povrch | Finalista  | Výsledek      |
| ----- | ----- | --------- | ------ | ---------- | ------------- |
| Vítěz | 2009  | Wimbledon | tráva  | Jordan Cox | 4–6, 6–2, 6–2 |